# Airbus Beluga
Airbus A300-600ST (Super Transporter) ili Beluga je inačica standarnog A300-600 širokotrupnog zrakoplova, prerađen za prijevoz zrakoplovnih dijelova i tereta velikih dimenzija. Službeno je nazvan Super Transporter, ali je kasnije prihvaćeno ime Beluga, zbog svog izgleda koje podsjeća na istoimenu vrstu kita.

## Razvoj
Nekoliko velikih proizvođača zrakoplova su višenacionalne tvrtke i njihove tvornice se nalaze na odvojenim i udaljenim lokacijama. Airbus je formiran udruživanjem glavnih francuskih, britanskih, njemačkih i španjolskih zrakoplovnih kompanija. Zemljopisni položaj airbusove proizvodnje nije samo pitanje cijene i praktičnosti nego i stvaranje povijesti, nacionalnih interesa i ponosa. Svaki od partnera Airbusa izrađuje određeni dio zrakoplova koji se kasnije prevozi na središnju lokaciju na završnu montažu. Detalji o izradi se razlikuju od jednog do drugog modela a opći dogovor je da se krila i podvozje izrađuju u Velikoj Britaniji, repne površine zrakoplova i vrata u Španjolskoj, trup zrakoplova u Njemačkoj a nosni i centralni dio u Francuskoj. Dijelovi se sklapaju u Toulouseu (Francuska) ili u Hamburgu (Njemačka). 
Kada se 1970. Airbus započeo izrađivati nekoliko prvih njegovih sastavnih dijelova transportirana su cestom a radi rasta proizvodnje, zračni transport uskoro je postao neophodan. Od 1972. na dalje, flota od četiri temeljno modificiranih "Super Guppy-a" preuzela je taj posao. Avioni su bivši Boeing Stratocruisersi iz 1940. s preinačenim, "napuhanim" trupom i turboelisnim motorima predviđeni za nošenje tereta velikog volumena u NASA-inom svemirskom programu tijekom 1960-ih godina. Prijevoz ovim avionima je dovelo do podrugivanja "kako je svaki Airbus isporučen na krilima Boeinga". S vremenom su i ovi avioni postali nezadovoljavajući za sve potrebe Airbusa a problem su predstavljali i njihovi visoki troškovi poslovanja koji su neprestano rasli.
1991. godine Aérospatiale i DASA, dva od glavnih partnerima Airbusa, osnivaju tvrtku za razvoj zamjene Guppy-ja. Polazna točka je bila projekt širokotrupnog dvomotornog Airbusa A300. Krila, motori, podvozje i donji dio je trupa aviona su isti kao i na A300, a gornji dio trupa aviona dobio je ogromnu aerodinamički oblikovanu kupolu promjera 7,7 m. Kako bi se s prednje strane osigurao pristup teretnom prostoru bez isključivanja električnih, hidrauličnih spojeva i komandi leta (što bi uz njihovo ponovno spajanje oduzimalo puno vremena), standardna A300 pilotska kabina je premještena ispod podnog nivoa teretnog prostora i njegovih vrata. Kako bi se održala stabilnost aviona bilo je neophodno povećati i ojačati repni dio. 
Izgradnja je počela u rujnu 1992. a prvi let bio je u rujnu 1994. godine. Nakon 335 sati probnih letova rujnu 1995. izdana je dozvola i A300-600ST "Beluga" ulazi u redovno korištenje. U sljedeće četiri godine izrađeno je još 4 aviona. Njihov primarni zadatak je prijevoz airbusovih dijelova izrađenih širom Europe, spremnih za završno sklapanje u Toulouse ili u Hamburgu. Avioni su dostupni i za teretne čarter letove te su korišteni za nošenje raznih specijalnih tereta, uključujući i komponente svemirske stanice, velikih i vrlo delikatnih umjetnina, industrijskih strojeva i cijelih helikoptera (jedna Beluga je iznajmljena za prijevoz dva NHI NH90 i Eurocopter Tiger-a iz Europe u Australiju i nazad).  Teretni prostor A300-600ST ima 7,1 m u promjeru i dugačak je 37,7 m; maksimalna korisna nosivost aviona je 47 tona. Maksimalna težina uzlijetanja je 153,9 tona i slična je onoj na A300, pokazujući kako je Beluga namijenjena za velike, ali relativno lagane terete. 
Glavni teretni volumen Beluge je veći nego onaj na C-5 Galaxy ili Antonovu An-124 ali je ograničen težinom tereta od 47 tona u usporedbi s 122,5 tona za C-5 Galaxy i 150 tona za An-124.

## Tehničke karakteristike (A300-600ST)
Osnovne karakteristike
- posada: 2
- dužina: 56,15 m
- raspon krila: 44,84 m
- površina krila: 122,40 m2
- visina: 17,24 m

Letne karakteristike
- najveća brzina: 780 km/h
- ekonomska brzina: 750 km/h
- dolet: 2.779 km pri opterećenju od 40 t
- motor: dva GE CF6-80C2A8 turbo-fen motora

## Vanjske poveznice
- Airbus Transport   Arhivirana inačica izvorne stranice od 23. prosinca 2010. (Wayback Machine)